# 草蛉黑卵蜂
草蛉黑卵蜂（学名：Telenomus chrysopae）为緣腹細蜂科黑卵蜂屬下的一个种。